# Sex sells

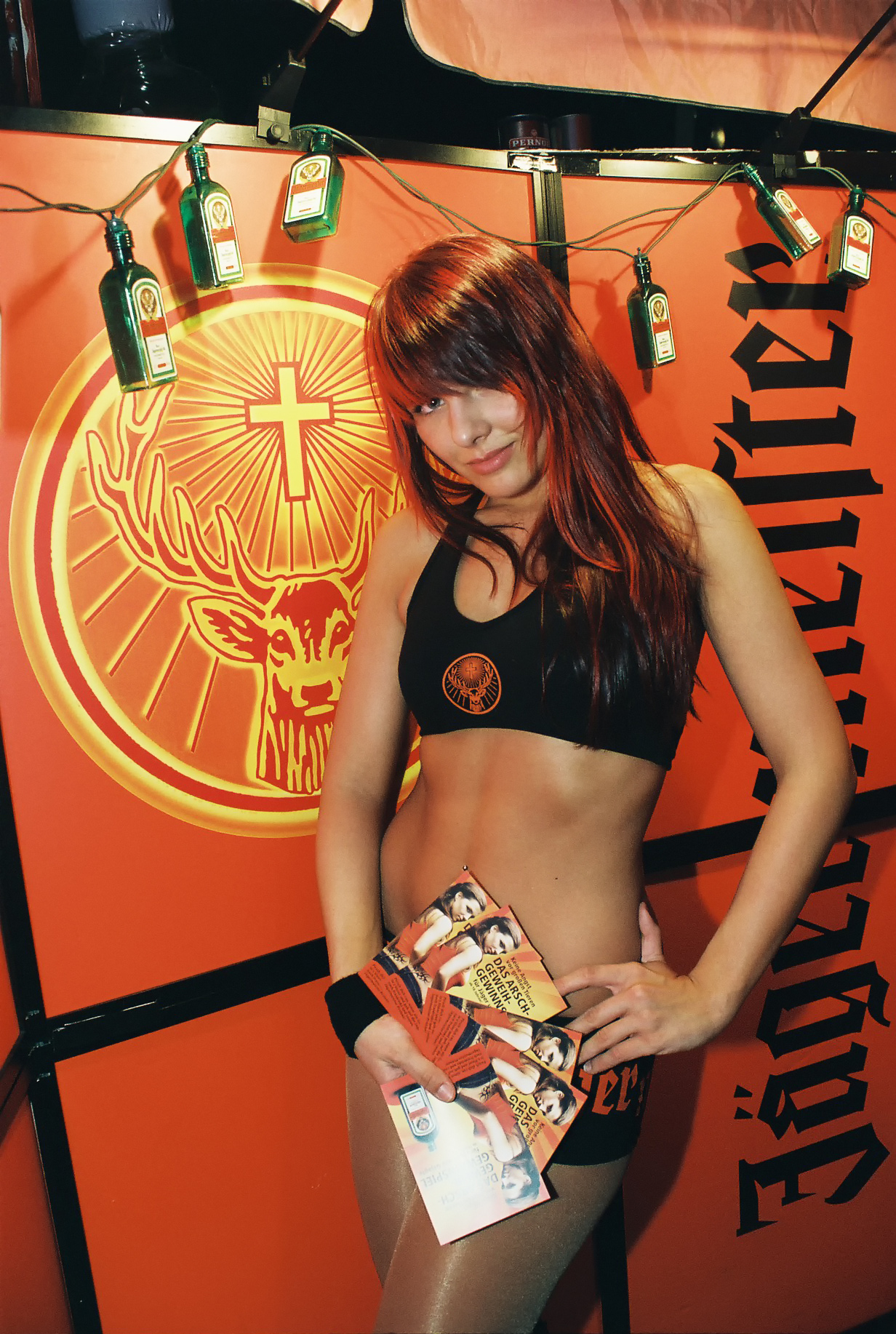
Jägermeister warb mit „Miss-Arschgeweih-Wahlen“

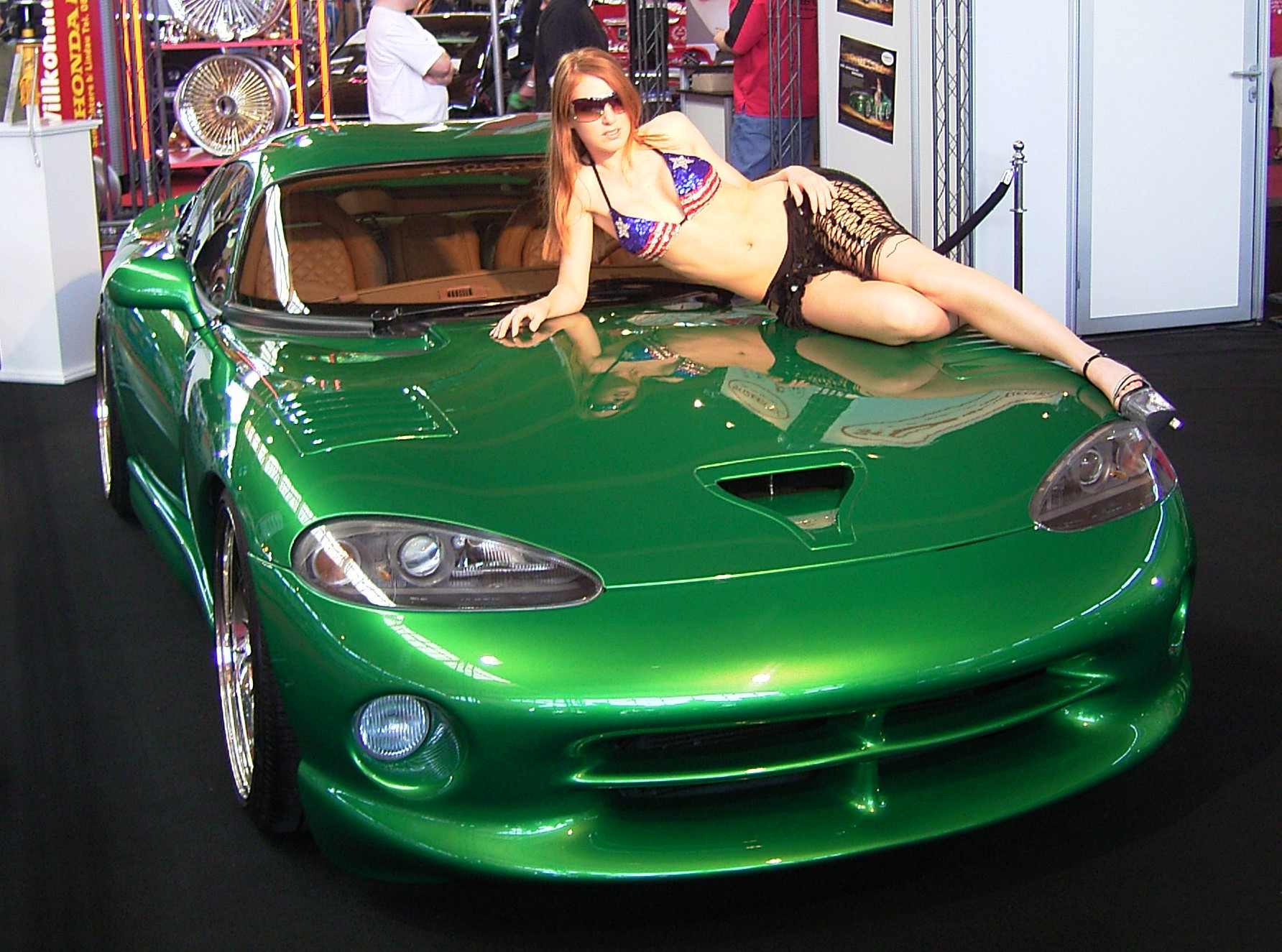
„Promotion-Girl“

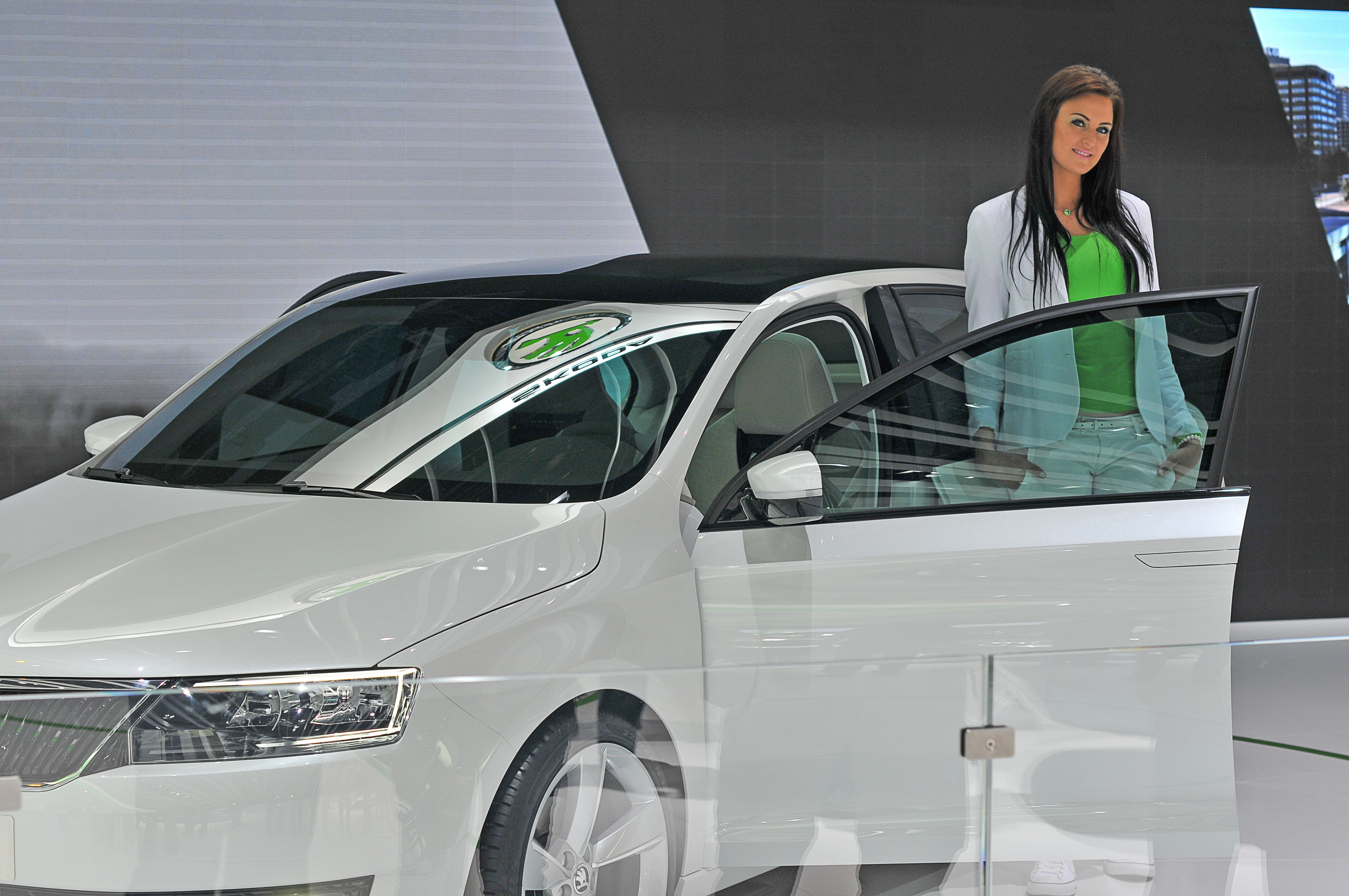
Beispiel eines dezenter gekleideten Models

Sex sells (engl.: ‚Sex verkauft (sich)‘) ist eine in gleicher Bedeutung aus dem Englischen ins Deutsche übernommene Redewendung aus der Sprache der Werbung. Im weiteren Sinne gehört Sex sells zum Gender Marketing: Sie bringt zum Ausdruck, dass sich ein Produkt besser verkauft, wenn es in einem Kontext dargestellt wird, der sexuelle Inhalte präsentiert. Typische Beispiele sind leicht bekleidete Frauen in der Werbung für Autos oder Motorräder, die als Blickfang dienen, oder das Girl spotting als das vorübergehende Heranzoomen (sekundenlang in Großaufnahme bringen) von jungen Frauen in Fernsehshows.

## Wirkungsprinzip
Die Lernpsychologie bestätigt empirisch, dass sich ein Thema, also auch ein Produktname, besser in das Gedächtnis einprägt, wenn es in einem emotional erregenden Kontext kennengelernt wird. Eine solche emotionale Erregung kann außer durch sexuelle Anspielungen durch Angst, Ekel, Freude oder Wut hervorgerufen werden.
Neueste empirische Untersuchungen melden hingegen starke Zweifel an der Allgemeingültigkeit der Aussage Sex sells an.
Außerdem besteht die Gefahr des so genannten Vampir-Effekts. Tests mit speziellen Brillen haben gezeigt, dass das Objekt der emotionalen Erregung stark vom Wesentlichen ablenken kann. Das eigentlich beworbene Produkt, z. B. in Form einer Bildmarke, wird somit gar nicht mehr wahrgenommen.

## Geschichte
Als erstes Beispiel für die Werbung mit Bildern leicht be- oder gänzlich unbekleideter Frauen gilt eine Zigarettenschachtel der Firma Pearl Tobacco von 1871. Um die Jahrhundertwende 1890 bis 1905 zeigte die Brauerei Anheuser Busch erstmals fotografische Abbildungen in der Bierwerbung. Bis in die fünfziger Jahre des 20. Jahrhunderts wurde in den USA vereinzelt immer wieder mit leicht erotisch anmutenden Motiven geworben. Doch erst im Spätsommer 1953 kam die erste Playboy-Zeitschrift in den USA auf den Markt. Herausgeber Hefner war sich noch nicht sicher, ob sie sich etablieren ließe. Zitat: „Ich wusste ja nicht einmal, ob es je eine zweite Ausgabe geben würde.“
Die Skepsis erwies sich als unbegründet. Er hatte die damals noch junge Marilyn Monroe abgebildet. Die Schauspielerin war gerade mit dem Film Niagara einem großen Publikum in den USA bekannt geworden. Er erwarb für 300 Dollar die Rechte an den Nacktfotos. Sie zeigten Marilyn im Alter von 19 Jahren ganzseitig im Studio des Fotografen Tom Kelley in Los Angeles, also noch vor Beginn ihrer Schauspielkarriere. Sie trug nichts als ihren Lippenstift und, wie sie später sagte, Chanel Nº 5. Das Foto wurde zum bekanntesten Pin-Up der Welt, und die Erfolgsgeschichte des Playboy war geboren. Mit ihr und den entsprechend geschalteten Werbeanzeigen des Playboy wurde der Slogan sex sells als solcher bekannt.
Inwieweit die erotische Darstellung in Tanz, Malerei oder Poesie im sozialen Kontext bereits seit frühester menschlicher Kultur im übertragenen Wortsinn des Mottos zur Förderung von frühem Tauschhandel, dem Anwerben von Soldaten oder dem Durchsetzen von anderen wirtschaftlichen Zielen bekannt ist, kann nicht zweifelsfrei festgestellt werden.